# Pampanga (fiume)
Il Pampanga (precedentemente noto come Rio Grande de la Pampanga) è un fiume che si trova sull'isola filippina di Luzon. Le sue sorgenti si trovano sulla Sierra Madre, una lunga catena montuosa che corre lungo la parte orientale dell'isola. Prima di sfociare nella baia di Manila si snoda attraverso la fertile e pianeggiante parte centrale di Luzon.
Il fiume ha una lunghezza di 260 km, ed è il terzo per lunghezza del paese, e ha un bacino idrografico di 9759 km², il quarto per estensione. Suoi principali affluenti sono il Peñaranda e il Coronel-Santor sul lato orientale del bacino e il Rio Chico su quello nord. Il fiume Angat si congiunge al Pampanga presso Calumpit nel Bulacan attraverso il fiume Bagbag. Nella parte centrale del bacino sorge il monte Arayat, uno stratovulcano dormiente. A sud-est del vulcano vi è la palude di Candaba, una zona paludosa che assorbe gran parte delle acque di piena del fiume. Nella stagione delle piogge l'acqua in eccesso defluisce in questa zona, sommergendola, mentre durante la stagione secca l'area rimane asciutta.
Lungo il corso superiore del fiume sono state costruite alcune dighe. La diga di Pantabangan nel Nueva Ecija, per esempio, è stato creata per l'irrigazione e l'approvvigionamento idrico, ma anche per controllare le inondazioni e generare elettricità. Durante la stagione delle piogge le acque del Pampanga, controllate dalla diga, sommergono la regione a valle. Prima di sfociare nella baia di Manila il fiume si suddivide in una rete di rami e canali. Nella regione del delta, in stagni artificiali, vi sono allevamenti di pesci.
Il Pampanga causa frequentemente inondazioni; soprattutto la regione del delta è particolarmente vulnerabile.